# استان تابورا
تابورا یکی از استانهای کشور تانزانیا می‌باشد. شهر مرکزی این استان نیز تابورا نام دارد. این استان بخاطر صنایع چوب و تولیدات مواد غذایی مخصوصا تولید عسل بسیار معروف می‌باشد.
وسعت این استان بخشهای مرکزی و غربی کشور تانزانیا را در بر گرفته‌است. استان تابورا ۷۶٬۱۵۱ کیلومتر مربع وسعت دارد که این میزان تقریباً معادل ۹% از کل مساحت کشور تانزانیا می‌باشد.
برپایه نتایج سرشماری عمومی نفوس و مسکن که در سال ۲۰۰۲ توسط دولت تانزانیا انجام شد جمعیت این استان چیزی بالغ بر ۱٬۷۱۷٬۹۰۸ نفر اعلام شده‌است.

## شهرستانها

استان تابورا به لحاظ مدیریتی و اداری یه شش شهرستان تقسیم شده‌است. شهرستانهای:
- شهرستان ایگونگا
- شهرستان انزگا
- شهرستان سیکونگه
- شهرستان یویویی
- شهرستان تابورای شهری
- شهرستان اورامبو